# Michèle Vergne
Michèle Vergne (L'Isle-Adam, Val d´Oise, 29 d'agost de 1943) és una matemàtica francesa especialitzada en anàlisi i teoria de representació.

## Vida i obra
Michèle Vergne va estudiar de 1962 a 1966 a l'École Normal Supérieure de noies, que avui en dia forma part de l'ENS. Va escriure la seva tesina l'any 1966 amb Claude Chevalley, titulada Variété des algèbres de Lie nilpotents i la seva tesi doctoral l'any 1971 sota la supervisió de Jacques Dixmier (Recherches sur LES groupes et les algèbres de Lie) a la Universitat de París. És actualment Directora de Recerca al CNRS.
Vergne va treballar en la construcció de les representacions unitàries dels grups de Lie utilitzant òrbites coadjuntes de les àlgebres de Lie. Va demostrar una fórmula de la suma de Poisson generalitzada (anomenada fórmula de Poisson-Plancherel), que és la integral d'una funció en òrbites adjuntes amb les seves integrals de transformació de Fourier en coadjunts d'òrbites "quantitzades".
A més, va estudiar la teoria d'índexs d'operadors diferencials el·líptics i les seves generalitzacions en la cohomologia equivalent. Amb Nicole Berline, es va convertir en un vincle entre les fórmules de punt fix Atiyah-Bott i la fórmula de caràcter Kirillov, en 1985. La teoria té aplicacions en la física (per exemple, en alguns treballs d'Edward Witten).
També va treballar en la geometria de nombres; més específicament, en el nombre de punts enters en els poliedres convexos.
Amb Masaki Kashiwara, va formular una conjectura sobre l'estructura combinatorial de les àlgebres envolvents de les àlgebres de Lie.
Des de 1997, és membre de la Académie des sciences. Va rebre el Prix Ampère l'any 1997. És membre de l'Acadèmia Americana de les Arts i les Ciències. L'any 1992, va donar una conferència plenària al primer Congrés Europeu de Matemàtiques a París (sota el títol Cohomologie equivariante et formules de caracteres). Al 2006 va pronunciar una conferència plenària al Congrés Internacional de Matemàtiques a Madrid (sobre Aplicacions de Cohomologia Equivariant) i al 1983 va ser oradora convidada en el ICM de Varsòvia (Formule de Kirilov et Indice de l'opérateur de Dirac). Al 2008 va ser professora visitant Emmy-Noether a la Universitat de Göttingen. A més, és membre de la Societat Americana de Matemàtiques.
Michèle Vergne va estar casada amb Victor Kac. Tenen una filla, Marianne Kac-Vergne, professora de civilització nord-americana a la universitat de Picardie.

## Selecció de publicacions
- amb G. Lion: The Weil representation, Maslov Index and Theta Series, Birkhäuser 1980
- amb Nicole Berline, Ezra Getzler: Heat kernels and Dirac operators, Springer, Grundlehren der mathematischen Wissenschaften, 1992, 2004
- Quantification geometrique et reduction symplectique, Seminar Bourbaki 2000/1
- Représentations unitaires des groupes de Lie résolubles., Seminar Bourbaki, 1973/4
- with Michel Duflo, Jacques Dixmier: Sur la représentation coadjointe d'une algèbre de Lie , Compositio Mathematica 1974
- Applications of Equivariant Cohomology, ICM 2006